# Rivière Noire (rivière des Anglais)
Pour l’article homonyme, voir Rivière Noire.
La rivière Noire est un affluent de la rivière des Anglais, coulant dans les municipalités de Franklin et de Saint-Chrysostome, dans la municipalité régionale de comté (MRC) de Le Haut-Saint-Laurent, dans la région administrative de la Montérégie, dans la province de Québec, au Canada.
Cette petite vallée agricole est surtout desservie par la route 209 qui passe sur la rive sud et par le chemin du rang de la Rivière-Noire Nord qui passe sur un segment de la rive nord.
La surface de la rivière est généralement gelée de la mi-décembre à la fin mars. La circulation sécuritaire sur la glace se fait généralement de fin décembre à début mars. Le niveau de l'eau de la rivière varie selon les saisons et les précipitations.

## Géographie
La rivière Noire prend sa source à la confluence du ruisseau Brandy (venant de l'ouest) et d'un autre ruisseau (venant du sud). Cette source est située entre le chemin du rang des Savary (situé du côté sud) et le chemin Demers (situé du côté nord).
Cette source est située en zone forestière à 8,2 km au nord de la frontière canado-américaine et à 8,9 km au sud-ouest du centre du village de Saint-Chrysostome.
Le cours de la rivière Noire coule sur 8,0 km avec une dénivellation de 10 m selon les segments suivants :
- 1,8 km vers le nord-est dans Franklin en entrant en zone agricole, jusqu'à un ruisseau (venant du sud), soit tout près du hameau L'Artifice et du chemin des Savary ;
- 6,2 km vers le nord-est relativement en ligne droite en zone agricole et coupant la route 209 et en entrant dans le village de Saint-Chrysostome par le côté sud-ouest, jusqu'à son embouchure[2].

La rivière Noire coule généralement vers le nord-est en zone agricole pour aller se déverser sur la rive ouest de la rivière des Anglais. Cette confluence est située au cœur du village de Saint-Chrysostome, soit à :
- 10,9 km au nord de la frontière canado-américaine ;
- 13,6 km au sud-est de la confluence de la rivière des Anglais et de la rivière Châteauguay.

À partir de l’embouchure de la rivière Noire, le courant suit le cours de la rivière des Anglais sur 20,2 km jusqu'à la rive ouest de la rivière Châteauguay ; puis suit le cours de cette dernière sur 20,2 km jusqu'à la rive sud du lac Saint-Louis (fleuve Saint-Laurent).

## Toponymie
Le toponyme "rivière Noire" a été officialisé le 5 décembre 1968 à la Commission de toponymie du Québec.